# Bankside
Bankside is een wijk in het Londense bestuurlijke gebied Southwark, in de regio Groot-Londen.
Bankside ligt op de zuidelijke oever van de Theems, tussen Blackfriars Bridge en London Bridge. Vanaf de noordoever van de rivier is de wijk goed te voet bereikbaar via de Millennium Bridge. Bankside is populair bij toeristen vanwege de mogelijkheid om langs de rivier te wandelen en door de aanwezigheid van interessante objecten en gebouwen, waaronder de kathedraal van Southwark, het museum Tate Modern en de herbouwde historische theaters, Globe Theatre en The Rose.